# Symphlebia amaculata
Symphlebia amaculata är en fjärilsart som beskrevs av Rothschild 1910. Symphlebia amaculata ingår i släktet Symphlebia och familjen björnspinnare. Inga underarter finns listade i Catalogue of Life.